# Sérgio Viotti
Sérgio Viotti (São Paulo, 14 maart 1927 - aldaar, 26 juli 2009) was een Braziliaans regisseur en acteur.
Afkomstig uit São Paulo, verhuisde Viotti naar Rio de Janeiro en schreef er literaire bijdragen voor kranten. Nadien ging hij tot 1958 naar Londen en maakte er literaire kritieken voor de BBC. Verder was hij er vertaler, producent, regisseur en schrijver van een hoorspel. Viotti was ook openlijk homoseksueel. In 1957 was hij regisseur van Madalena Nicols monologen in het "Arts Theatre" in Londen. Bij zijn terugkeer naar Brazilië bleef hij actief als regisseur en werd ook acteur, vooral voor tv. Viotti was een der oprichters van "TV Cultura" en werd verantwoordelijk voor de samenwerking met de BBC. In de jaren 1970 was hij artistiek directeur van "Radio Mec" in Rio de Janeiro.

## Televisiewerk
- 2007 - Duas Caras - Manuel de Andrade
- 2006 - JK - Adolpho Bloch
- 2004 - Um Só Coração - Samuel
- 2003 - A casa das sete mulheres - Padre Cordeiro
- 2001 - Os Maias - Pai Vasques
- 1999 - Terra Nostra - Ivan Maurício
- 1999 - Suave Veneno - Alceste
- 1997 - Anjo Mau - Américo Abreu
- 1997 - Por Amor e Ódio (Rede Record) - Frederico Saragoça
- 1996 - Xica da Silva (Rede Manchete) - Conde da Barca
- 1995 - História de Amor - Gregório Furtado
- 1995 - Irmãos Coragem - Rafael Bastos
- 1993 - Olho no Olho - Jorginho
- 1992 - Despedida de Solteiro - Gabriel Chadade
- 1990 - Meu bem, meu mal - Toledo
- 1990 - Mico Preto - Plínio
- 1989 - Kananga do Japão (Rede Manchete) - Saul
- 1988 - Olho por Olho - Eliseu (Rede Manchete)
- 1988 - O Primo Basílio - Conselheiro Acácio
- 1987 - Corpo Santo (Rede Manchete) - Grego (Nicolas)
- 1986 - Sinhá Moça - Frei José
- 1980 - Dulcinéa Vai à Guerra (Rede Bandeirantes)

## Cinemawerk
- 1995 - Sábado - verteller
- 1986 - Angel Malo
- 1965 - 22-2000 Cidade Aberta
- 1965 - Um Ramo para Luiza